# Talegaun
Talegaun (nep. टालेगाउँ) – gaun wikas samiti w zachodniej części Nepalu w strefie Bheri w dystrykcie Jajarkot. Według nepalskiego spisu powszechnego z 2001 roku liczył on 468 gospodarstw domowych i 2608 mieszkańców (1254 kobiet i 1354 mężczyzn).